# Der Graf von Monte Christo (1961)
Der Graf von Monte Cristo (Originaltitel: Le Comte de Monte-Cristo) ist ein französisch-italienischer Spielfilm in Farbe von Claude Autant-Lara. Das Drehbuch, das von Jean Halain verfasst wurde, beruht auf dem gleichnamigen Roman von Alexandre Dumas. In der Titelrolle ist Louis Jourdan zu sehen, in weiteren Hauptrollen Yvonne Furneaux, Pierre Mondy, Bernard Dhéran und Jean-Claude Michel. Das Werk wurde am 6. Dezember 1961 in Frankreich uraufgeführt. In der Bundesrepublik Deutschland kam der Film am 21. April 1962 erstmals ins Kino.

## Handlung
Frankreich im Jahr 1814. Edmond Dantes, der Zweite Offizier des Handelsschiffes „Pharao“, wird nach einer langen Reise im Hafen von Marseille von seiner Verlobten Mercedes sehnsuchtsvoll erwartet. Bei der Wiedersehensfeier taucht plötzlich ein Kommissar mit einer Gruppe Soldaten auf und erklärt Dantes für verhaftet. Er wird beschuldigt, ein Bonapartist zu sein. Ohne Prozess wird er in das Gefängnis auf der Inselfestung Château d’If verfrachtet. Drei Männer, die ihm feindlich gesinnt sind, haben diese Intrige eingefädelt. Zunächst einmal der Seeoffizier Caderousse, der den gleichen Dienstgrad wie Dantes innehat und befürchtet, dieser könne statt ihm der nächste Kapitän auf der „Pharao“ werden. Der zweite Verschwörer ist der Offizier Fernand de Montcerf, der gerne Edmonds Verlobte für sich gewinnen möchte. Der dritte, der mit den zweien im Bunde ist, heißt Henri de Villefort, ein höherer Staatsbeamter, dessen Vater selbst ein glühender Bonapartist ist. Weil Dantes dieses Geheimnis kennt, soll er für immer von der Bildfläche verschwinden.
Im Château d’If sind 17 Jahre vergangen. Einem anderen Gefangenen, dem Abbé Faria, war es gelungen, sich mit Dantes in Verbindung zu setzen. Zwischen den beiden ist eine innige Freundschaft entstanden. Faria weiß um einen Schatz, den man vor vielen Jahren auf der Insel Monte Christo vergraben hat. Als sie für ihre Flucht einen unterirdischen Gang graben, stirbt der Abbé. Dantes kann fliehen, indem er sich in den Sack einnähen lässt, mit dem dieser vermeintlich ins Meer geworfen wird.
Dantes hebt den Schatz und gelangt dadurch zu einem unermesslichen Reichtum. Fortan gibt er sich als „Graf von Monte Christo“ aus. Mit diesem Titel kehrt er nach Marseille zurück, um sich an seinen Intriganten zu rächen. Er erfährt, dass sein Vater inzwischen vor lauter Kummer gestorben ist und Mercedes – im Glauben, er sei tot – Fernand de Montcerf geheiratet hat. Edmonds treu gebliebener Jugendfreund Morel ist finanziell ruiniert. Ihm gehört seine erste Hilfe. Weil sich seine drei Widersacher inzwischen in Paris angesiedelt haben, lässt er sich jetzt auch in dieser Stadt nieder.
Im Laufe der Zeit gelingt es Edmond Dantes, sich an seinen drei Feinden fürchterlich zu rächen. Offen bleibt, ob Mercedes und er noch einmal zueinander finden werden.

## Synchronisation
| Rolle                   | Darsteller         | Synchronsprecher    |
| ----------------------- | ------------------ | ------------------- |
| Edmond Dantes           | Louis Jourdan      | Holger Hagen        |
| Mercedes                | Yvonne Furneaux    | Ilse Kiewiet        |
| Caderousse              | Pierre Mondy       | Rolf Boysen         |
| Henri de Villefort      | Bernard Dhéran     | Thomas Reiner       |
| Fernand de Montcerf     | Jean-Claude Michel | Wolfgang Kieling    |
| Vater von Edmond Dantes | Henry Vilbert      | Wolfgang Eichberger |

## Kritiken
Das Lexikon des internationalen Films zieht ein negatives Fazit: „Die 15. Filmfassung […] bemüht sich, dem Geschehen einen Kleistschen Kern zu geben und den Helden als eine Art zeitlosen Michael Kohlhaas erscheinen zu lassen. Dieser Versuch, im Verein mit den gegenwartsbezogenen Arabesken, ging daneben – es bleibt aber ein vitaler, gekonnter Abenteuerfilm mit beträchtlichem Aufwand an Ausstattungskunst, Kameratechnik und Gemäldeglanz. Nur der Dialog raschelt leider wie Papier.“ Prisma dagegen lobt: „Mit diesem dreistündigen Filmepos nach Alexandre Dumas' Bestseller gelang dem französischen Regisseur Claude Autant-Lara ein großer Wurf. Aufwändig inszeniert, schlüpfte dieses Mal Louis Jourdan […] in die Hauptrolle des vielfach verfilmten Stoffes.“

## Quelle
- Programm zum Film: Illustrierte Film-Bühne, Vereinigte Verlagsgesellschaften Franke & Co., München, Nr. 6087.